# Parthenolecanium pomeranicum
Parthenolecanium pomeranicum är en insektsart som först beskrevs av Kawecki 1954.  Parthenolecanium pomeranicum ingår i släktet Parthenolecanium och familjen skålsköldlöss. Arten är reproducerande i Sverige. Inga underarter finns listade i Catalogue of Life.